# Эндреявское староство
Эндреявское староство (лит. Endriejavo seniūnija) — одно из 11 староств Клайпедского района, Клайпедского уезда Литвы. Административный центр — местечко Эндреявас.

## География
Расположено в западной части Литвы, недалеко от побережья Балтийского моря. По территории староства протекают следующие реки: Жигис, Витаутас, Шалпале, Клите, Лятаусас, Шалпе, Винкуре, Лиекна, Дробукштис, Вейвиржас, Душупис, Диевупис, Дирстейка, Друктис, Апшрюотис, Жвейса, Жёгупалис, Паланга. Также на территории староства расположено озёро Капстатас. Наиболее крупными лесами являются: Станчайчайский, Шляпштикский, Эндриеявский, Шилине, Режяй, Швянтине.

## Население
Эндреявское староство включает в себя местечко Эндриеявас и 27 деревень.